# 本庄道堅
本庄 道堅（ほんじょう みちかた、享保18年4月9日（1733年5月22日）- 宝暦10年4月26日（1760年6月9日））は、美濃高富藩の第4代藩主。
信濃小諸藩主・牧野康周の次男（実父・牧野康重は本庄宗資の五男）。母は大和田氏。婚約者は本庄道矩の娘（本庄道倫の養女、婚姻直前に死去）。正室は堀田正実の娘。官位は従五位下、大和守。
信州小諸に生まれる。先代藩主・道倫が嗣子なくして宝暦6年（1756年）に死去したため、その跡を継いだ。同年12月18日、大和守に叙任する。宝暦7年（1757年）には日光御祭礼奉行、宝暦9年（1759年）に大坂加番代などを歴任した。道堅にも嗣子がなく、宝暦10年（1760年）4月26日に28歳で死去すると、跡を養嗣子の道信が継いだ。法号は真源院寂誉澄海覚竜。

## 系譜
父母
- 牧野康周（実父）
- 大和田氏 ー 側室（実母）
- 本庄道倫（養父）

正室
- 堀田正実の娘

婚約者
- 本庄道矩の娘

子女
- 勝 ー 本庄道信婚約者

養子
- 本庄道信 ー 松平正温の次男